# Aredhel
Aredhel, aussi appelée Ar-Feiniel (1362 A.A. - 400 P.A.) est un personnage du légendaire de J. R. R. Tolkien, apparaissant notamment dans Le Silmarillion.

## Histoire
Aredhel est la fille du roi des Noldor Fingolfin, et de son épouse Anairë. Elle est la sœur de Fingon et Turgon.

« Une sœur leur vint ensuite, Aredhel la Blanche, qui devint grande et forte : elle se plaisait à la chasse et à chevaucher dans les bois. On la voyait souvent en compagnie des fils de Fëanor, mais elle ne donna son cœur à aucun d'entre eux. On l'appelait Ar-Feiniel, la Blanche Dame des Noldor, car elle avait le teint pâle sous des cheveux noirs et ne se vêtait que de blanc ou d'argent. »

— J. R. R. Tolkien, Le Silmarillion
Suivant Fingolfin en exil, elle vit d'abord à Nevrast, puis suit son frère Turgon à Gondolin. L'isolement de la cité cachée finit par lui peser, et elle parvient à convaincre son frère de la laisser sortir. Elle part retrouver les fils de Fëanor, dont elle était proche en Valinor, mais, perdue dans la forêt de Nan Elmoth, elle est capturée par Eöl, l'Elfe noir, qui tombe amoureux d'elle. Ils se marient et elle lui donne un fils, Maeglin.
Aredhel et Maeglin décident de fuir Nan Elmoth pour retrouver Gondolin, dont Maeglin a beaucoup entendu parler par les récits de sa mère. Ils y sont accueillis avec chaleur, mais on s'aperçoit bien vite qu'Eöl les a suivis. Étant son beau-frère, Turgon lui propose de rester pour toujours à Gondolin, afin que le secret de la cité reste inviolé ; sinon il devra mourir. Eöl lance alors un javelot contre son fils, déclarant choisir la mort pour eux deux. Aredhel se jette devant lui et est touchée à l'épaule. Mais la pointe du javelot était empoisonnée, et Aredhel meurt peu après.

## Généalogie
|        |        |        |        |        |        |  |  |        |        |        |        | Fingolfin | Fingolfin | Fingolfin | Fingolfin | Fingolfin | Fingolfin |        |        | Anairë | Anairë | Anairë | Anairë | Anairë  | Anairë  |         |         |         |         |         |         |         |         |     |     |     |     |  |  |       |       |       |       |       |       |  |  |  |  |  |  |  |  |  |  |  |  |
|        |        |        |        |        |        |  |  |        |        |        |        | Fingolfin | Fingolfin | Fingolfin | Fingolfin | Fingolfin | Fingolfin |        |        | Anairë | Anairë | Anairë | Anairë | Anairë  | Anairë  |         |         |         |         |         |         |         |         |     |     |     |     |  |  |       |       |       |       |       |       |  |  |  |  |  |  |  |  |  |  |  |  |
|        |        |        |        |        |        |  |  |        |        |        |        |           |           |           |           |           |           |        |        |        |        |        |        |         |         |         |         |         |         |         |         |         |         |     |     |     |     |  |  |       |       |       |       |       |       |  |  |  |  |  |  |  |  |  |  |  |  |
|        |        |        |        |        |        |  |  |        |        |        |        |           |           |           |           |           |           |        |        |        |        |        |        |         |         |         |         |         |         |         |         |         |         |     |     |     |     |  |  |       |       |       |       |       |       |  |  |  |  |  |  |  |  |  |  |  |  |
| Fingon | Fingon | Fingon | Fingon | Fingon | Fingon |  |  | Elenwë | Elenwë | Elenwë | Elenwë | Elenwë    | Elenwë    |           |           | Turgon    | Turgon    | Turgon | Turgon | Turgon | Turgon |        |        | Aredhel | Aredhel | Aredhel | Aredhel | Aredhel | Aredhel |         |         | Eöl     | Eöl     | Eöl | Eöl | Eöl | Eöl |  |  | Argon | Argon | Argon | Argon | Argon | Argon |  |  |  |  |  |  |  |  |  |  |  |  |
| Fingon | Fingon | Fingon | Fingon | Fingon | Fingon |  |  | Elenwë | Elenwë | Elenwë | Elenwë | Elenwë    | Elenwë    |           |           | Turgon    | Turgon    | Turgon | Turgon | Turgon | Turgon |        |        | Aredhel | Aredhel | Aredhel | Aredhel | Aredhel | Aredhel |         |         | Eöl     | Eöl     | Eöl | Eöl | Eöl | Eöl |  |  | Argon | Argon | Argon | Argon | Argon | Argon |  |  |  |  |  |  |  |  |  |  |  |  |
|        |        |        |        |        |        |  |  |        |        |        |        |           |           |           |           |           |           |        |        |        |        |        |        |         |         |         |         |         |         |         |         |         |         |     |     |     |     |  |  |       |       |       |       |       |       |  |  |  |  |  |  |  |  |  |  |  |  |
|        |        |        |        |        |        |  |  |        |        |        |        | Idril     | Idril     | Idril     | Idril     | Idril     | Idril     |        |        |        |        |        |        |         |         |         |         | Maeglin | Maeglin | Maeglin | Maeglin | Maeglin | Maeglin |     |     |     |     |  |  |       |       |       |       |       |       |  |  |  |  |  |  |  |  |  |  |  |  |

## Noms et étymologie
Aredhel a différents noms et titres. À Valinor, elle était appelée Írissë, ce qui a donné « Íreth » en sindarin. le nom « Aredhel », également sindarin, signifie « noble elfe ». Ar-Feiniel signifie « dame blanche ».

## Création et évolution
Aredhel apparaît dans le conte La Chute de Gondolin écrit en 1917, sous le nom d'Isfin. Dans Le Silmarillion publié, les deux noms « Aredhel » et « Ar-Feiniel » sont utilisés, mais il semble que le choix final de Tolkien ait été « Aredhel ».

## Critique et analyse
Pour Anna Smol, le mariage désastreux d'Eöl et Aredhel contribue au phénomène de dégénerescence qui mène à la chute de Gondolin.

## Adaptations et héritages
Les récits du « Silmarillion » où Aredhel apparaît n'ont pas été adaptés à la radio, au cinéma ou à la télévision. Le personnage a néanmoins inspiré les dessinateurs, comme Anke Katrin Eißmann ou Ted Nasmith.